# Steen Due
Steen Due (27 febbraio 1898 – 26 maggio 1974) è stato un hockeista su prato danese.

## Palmarès

### Olimpiadi
- 1 medaglia:
  - 1 argento (Anversa 1920)